# Haumania leonardiana
Haumania leonardiana är en strimbladsväxtart som beskrevs av Charles Marie Evrard och Paul Rodolphe Joseph Bamps. Haumania leonardiana ingår i släktet Haumania och familjen strimbladsväxter.
Artens utbredningsområde är Kongo-Kinshasa. Inga underarter finns listade.